# Let Me Up (I've Had Enough)
| Recensione              | Giudizio   |
| ----------------------- | ---------- |
| AllMusic                | [ 1 ]      |
| Robert Christgau        | B+         |
| Sputnikmusic            | 2.9 (Good) |
| Piero Scaruffi          | [ 4 ]      |
| Ondarock                | [ 5 ]      |
| Dizionario del Pop-Rock | [ 6 ]      |
| 24.000 dischi           | [ 7 ]      |

Let Me Up (I've Had Enough) è il settimo album discografico del gruppo musicale rock Tom Petty and the Heartbreakers, pubblicato dalla casa discografica MCA Records nell'aprile del 1987. È stato l'unico album di Tom Petty non rappresentato nella raccolta del 1993 Greatest Hits. 
L'album si piazzò al ventesimo posto (20 giugno 1987) della Chart di Billboard 200.

## Tracce
Tutti i brani composti da Tom Petty eccetto dove indicato.
Lato A
1. Jammin' Me – 4:08 (Tom Petty, Mike Campbell, Bob Dylan)
2. Runaway Trains – 5:12 (Tom Petty, Mike Campbell)
3. The Damage You've Done – 3:52
4. It'll All Work Out – 3:12
5. My Life/Your World – 4:38 (Tom Petty, Mike Campbell)

Lato B
1. Think About Me – 3:42
2. All Mixed Up – 3:42 (Tom Petty, Mike Campbell)
3. A Self-Made Man – 3:04
4. Ain't Love Strange – 2:40
5. How Many More Days – 3:16
6. Let Me Up (I've Had Enough) – 3:30 (Tom Petty, Mike Campbell)

## Formazione
- Tom Petty - voce, cori, chitarra elettrica, basso, chitarra acustica, chitarra 12 corde
- Mike Campbell - chitarra acustica, mandolino, koto, percussioni, dulcimer, ukulele, chitarra 12 corde, dobro, slide guitar
- Benmont Tench - organo Hammond, pianoforte, Fender Rhodes, tastiere, sintetizzatore
- Howie Epstein - basso, cori
- Stan Lynch - batteria, cori

Note aggiuntive
- Tom Petty e Mike Campbell - produttore
- Registrazioni effettuate al Sound City ed al M.C. Studios di Los Angeles (California)
- Don Smith - ingegnere del suono
- Mike Campbell - ingegnere del suono aggiunto
- Bruce Barris, Andy Udoff, Mark Desisto, Nick Basich e Alan Weidel - assistenti ingegneri del suono
- Shelly Yakus - ingegnere delle sovraincisioni in Runaway Trains
- Mixaggio effettuato al A&M Studios di Hollywood, California
- Brani Runaway Trains e All Mixed Up, mixati al The Record Plant di Los Angeles (California)
- Mike Shipley - missaggio
- Tom Petty and The Heartbreakers - arrangiamenti
- Bob Ludwig - mastering
- Mick Haggerty - grafica e design album
- Annalisa - fotografia
- Paul Chinn (Los Angeles Herald Examiner) - fotografia interno copertina